# Utschkorgon-Talsperre
Die Utschkorgon-Talsperre ist die unterste Talsperre am Naryn. Sie befindet sich in Kirgisistan unweit der Grenze zu Usbekistan.
Die Utschkorgon-Talsperre wurde zwischen 1962 und 1974 erbaut. Sie befindet sich 10 km nordöstlich der Stadt Uchqoʻrgʻon, die aber schon in Usbekistan liegt. Der Naryn verlässt im Bereich des Staudamms das Bergland und erreicht die Tiefebene des Ferghanatales.
Die Dammhöhe beträgt 34 m. Das Speichervolumen liegt bei 52,5 Millionen m³. Der Nutzinhalt 
beträgt 20,9 Millionen m³. Der Stausee hat eine Länge von 15 km und eine Fläche von 4 km². Flussaufwärts befindet sich die Schamaldysai-Talsperre. Das Wasserkraftwerk besitzt 4 Turbinen zu je 45 MW, so dass die installierte Gesamtleistung bei 180 MW liegt. Die Jahresleistung beträgt 820 Millionen kWh. Die Fallhöhe beträgt 31 m. Am östlichen Stauseeufer befindet sich der Ort Schamaldysai. Vom Stausee werden zwei Bewässerungskanäle mit Wasser versorgt.